# Chigi

Familiewapen van de Chigi's

De familie Chigi (uitspraak: [ˈkiːdʒi]) is een Romeinse adellijke familie afkomstig uit Siena. De familie Chigi werd voor het eerst in 13e-eeuwse documenten genoemd.
Agostino Chigi (1466–1520) was veruit de bekendste Chigi tijdens de renaissance. Agostino was een schatrijke bankier en de opdrachtgever voor de bouw van de Villa Farnesina in Rome, onder andere bekend door de schilderingen van Rafaël, waarvan de Triomf van Galatea het bekendst is. Agostino werd door paus Julius II tot minister van financiën benoemd; Chigi mocht zelfs zijn motieven van het familiewapen van de Chigi's verenigen met dat van de familie Della Rovere.
Fabio Chigi werd de eerste en laatste paus van de familie Chigi. Fabio werd in 1655 gekozen tot paus Alexander VII, bekend als de opdrachtgever voor de bouw van het Sint-Pietersplein.
Alexander VII zorgde ervoor dat zijn neef Agostino in 1659 trouwde met Maria Virgina Borghese, waardoor de familie landgoederen kreeg in Campagnana en Ariccia, waar zich nu nog een paleis bevindt dat de Chigi naam draagt. In 1712 werd de familie tot bewakers van het conclaaf uitgeroepen.
Door het huwelijk van een andere Agostino Chigi (1710–1769) met Giulia Albani, lid van de aristocratische familie Albani, werd de achternaam Albani bij de naam Chigi gevoegd, waardoor de Chigi's nu bekend kwamen te staan onder Chigi-Albani.
Ludovico Chigi Albani della Rovere was Grootmeester van de Ridders van Malta van 1931 tot 1951.
De familie bezit grote landgoederen in Siena. De Palazzo Chigi-Saracini aan de Via Del Corsopala wordt nu gebruikt door de Italiaanse overheid.